# Флаг Прилукского района
Флаг Прилукского района — прямоугольное сине-зелёное полотнище с соотношением сторон 2:3, посредине которого проходит белая горизонтальная полоса (1/5 ширины флага), а в вверху у древка белый квадратный крыж (сторона которого 3/5 ширины флага) на котором изображен современный герб Прилукского района.
Зеленая полоса полотнища означает щедрую прилукскую землю, а также это часть флага Черниговской области. Синяя полоса означает лесостепь — в этой зоне расположен Прилукский район, олицетворяющий воду, жизнь, небо, безграничное пространство и воплощающий верность и честность. Белая полоса символизирует реку Удай.